# Stvarnik (sura)
Stvarnik (arabsko Fatir) je 35. sura (poglavje) v Koranu, ki jo sestavlja 45 ajatov (verzov). Je meška sura.
Med opravljanjem molitve (salata oz. namaza) pri tej suri verniki opravijo 5 ruku'jev (priklonov).